# 민스트럴

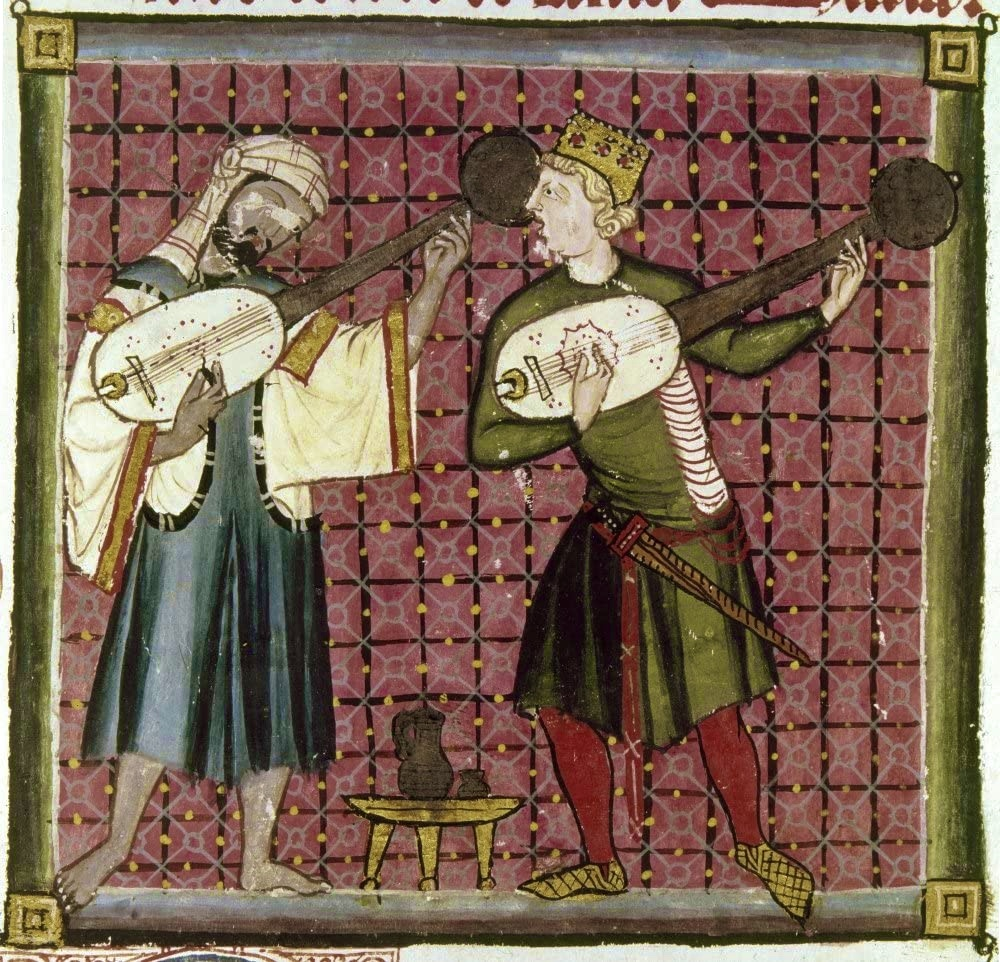

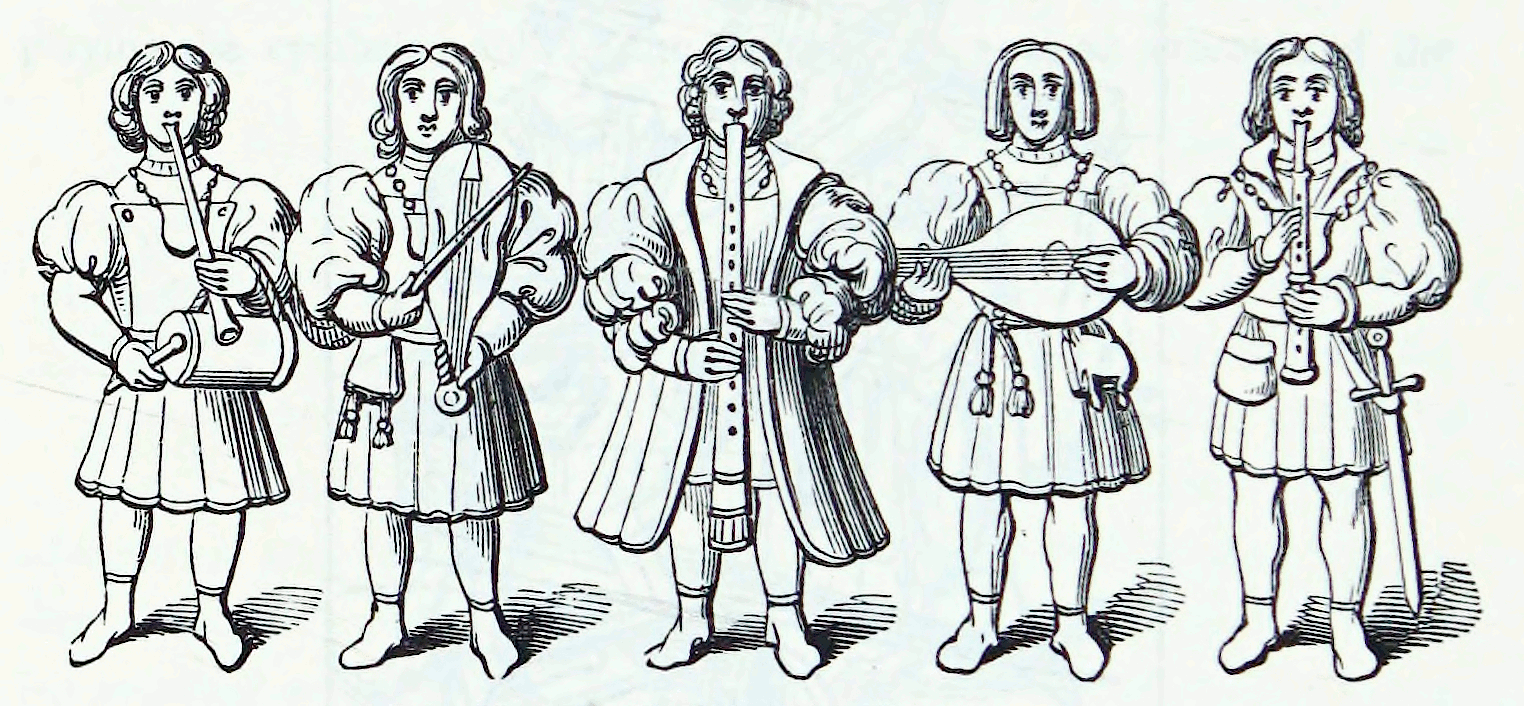
베벌리의 민스트럴. 16세기 영국 음악가들의 목판화. 왼쪽부터: 파이프와 태버, 피들, 윈드캡 악기, 류트, 숌.

민스트럴(Minstrel)은 중세 유럽 시기 궁궐에 있던 직업 연예인들을 가리킨다. 현대에 와서는 음유시인 자체를 나타내는 단어로 사용되기도 한다.

## 설명
민스트럴은 먼 곳이나 실존 또는 가상적인 역사적 사건에 대한 이야기를 담은 노래를 연주했다. 민스트럴은 자신만의 이야기를 만들기도 했지만, 종종 다른 사람들의 작품을 암기하고 꾸미기도 했다. 종종 왕족이나 상류층에 의해 고용되었다. 궁정이 더욱 세련되어짐에 따라, 민스트럴은 결국 궁정에서 트루바두르로 대체되었고, 많은 이들이 떠돌이 민스트럴이 되어 거리에서 공연했다. 15세기 말에 그들의 인기는 하락하기 시작했다. 민스트럴은 20세기 초까지 적당히 강세를 유지한 후기 떠돌이 연예인 전통으로 이어졌으며, 오늘날의 버스커 또는 거리 음악가 형태로 명맥을 유지하고 있다.
처음에는 민스트럴이 궁정에서 단순한 오락거리였고, 무훈시 또는 그 지역에 해당하는 것을 가지고 군주와 궁정 사람들을 즐겁게 했다. 민스트럴이라는 용어는 고대 프랑스어 ménestrel (또한 menesterel, menestral)에서 유래했으며, 이는 이탈리아어 ministrello (나중에 menestrello)에서 파생되었고, 이는 다시 중세 라틴어 ministralis "시종"에서 유래했으며, 이는 라틴어 minister "종", minus "더 적은"에서 온 형용사 형태이다.
앵글로색슨 잉글랜드의 노르만 정복 이전에는 전문 시인이 스콥(scop, "만드는 자" 또는 "만든 이")라고 불렸으며, 그는 자신의 시를 작곡하고 하프 반주에 맞춰 노래했다. scop보다 훨씬 낮은 계급에는 글리맨(gleemen)이 있었는데, 이들은 정착지가 없어 이곳저곳을 돌아다니며 공연으로 얻을 수 있는 것을 벌었다. 13세기 후반부터 민스트럴이라는 용어는 음악과 노래로 군주를 즐겁게 하는 연주자를 지칭하기 시작했다. 일련의 침공, 전쟁, 정복 등으로 인해 두 가지 종류의 작곡가가 발달했다. 초서나 존 가워와 같은 시인은 음악이 포함되지 않는 한 가지 종류에 속했다. 반면에 민스트럴은 하프, 피들, 백파이프, 플루트, 플라졸렛, 시터 및 팀파니를 가지고 많은 수로 잔치와 축제에 모였다. 또한 민스트럴은 정치적 논평에 관여한 것으로 알려져 있으며 선전에 참여했다. 그들은 종종 편향된 뉴스를 보도하여 의견을 조종하고 평등을 지지하는 행동을 장려하기 위해 작품을 수정했다. 1480년경 미들랜즈의 리처드 히지가 필사한 히지 사본(Heege Manuscript)은 일부 중세 민스트럴이 축제에서 선호했던 유머의 한 샘플을 제공할 수 있다.
트루바두르와 트루베르의 음악은 조글라르 (오크어) 또는 종글뢰르 (프랑스어)라고 불리는 민스트럴들이 연주했다. 일찍이 1321년에 파리의 민스트럴들은 길드로 조직되었다. 왕립 민스트럴 길드는 1469년 잉글랜드에서 조직되었다. 민스트럴들은 길드에 가입하거나 자신의 기술을 중단해야 했다. 일부 민스트럴들은 광대로 군주에게 고용되었는데, 경우에 따라 저글링 기술도 연습했다. 일부는 여성이나 민스트럴들의 여행에 동행하는 여성들이었다. 유럽 전역의 민스트럴들은 곰과 같은 훈련된 동물들도 고용했다. 유럽의 민스트럴들은 약 1700년경 거의 멸종 상태에 이르기까지 서서히 사라졌지만, 19세기 초까지도 전통을 이어가는 고립된 개인이 존재했다.

## 문학에서
민스트럴 이야기는 낭만주의 시대에 영어 문학의 중심 관심사가 되었으며 간헐적으로 계속 이어져 왔다.
시에서는 월터 스콧 경의 최후의 민스트럴 (1805), 토머스 무어의 라라 루크 (1817), 존 클레어의 마을 민스트럴 (1821) 등이 그 예이다. 민스트럴을 중심으로 한 소설로는 헬렌 크레이크의 노섬벌랜드의 헨리 (1800), 시드니 오웬슨의 세인트 도미닉스의 수련자 (민스트럴으로 변장한 소녀, 1805), 크리스타벨 로즈 콜리지의 민스트럴 딕 (성가대 소년이 민스트럴이 되어 궁정인이 됨, 1891), 로다 파워의 레드캡이 도망치다 (열 살 소년이 떠돌이 민스트럴에 합류함, 1952), A. J. 크로닌의 민스트럴 소년 (사제직에서 민스트럴으로, 다시 사제직으로 돌아옴, 1975) 등이 있다.

## 같이 보기
- 민스트럴 쇼
- 음유시가
- 아시크
- 코브자르
- 구산
- 민스트럴 갤러리
- 민스트럴 쇼
- 민스트럴 법정
- 스칼드
- 트루바두르